# 尼ヶ岳
尼ヶ岳（あまがたけ）は、標高957.4mの独立峰の山である。関西百名山のひとつに選定されている。
　　

## 概略
この山は三重県津市美杉町太郎生及び美杉町八知と伊賀市高尾の境にまたがって存在し大阪湾へ流れ込む淀川水系の木津川と伊勢湾へ流れ込む雲出川の分水嶺となる山である。山の形が富士山と似ている事から伊賀富士という通称をもって知られるこの山は、鎧岳、兜岳、倶留尊山と続いて居並ぶ室生火山群の東の端に位置しており、近隣の大洞山と同様、流紋岩質の溶結凝灰岩が浸食作用や変位作用を受けて形成されたとされている。室生火山群の山々の多くは、山体が形成された後に浸食を受けて残った残存地形であることが多いのであるが、尼ヶ岳の場合には、伊賀富士の通称があることからもわかるように、元々のトロイデ火山の形を今にとどめており、また、化石も数多く採集されている。
さて、山そのものは、中腹より上には樹木が生えておらず、さらに、伊賀地方の中心部である上野や名張から見える山の中で最も標高の高い独立峰であることもあって山頂からの眺望がきいており、北には伊賀盆地を、東には伊勢湾を、南には三峰山や高見山などの高見山地の山々や、池木屋山や大台ヶ原山などの台高山脈を、西には、倶留尊山などを遠望することも可能である。また、前述のように、樹木は生えず、斜面のほとんどをササが埋め尽くすように生い茂ってはいるものの、合間に多種多様な高山植物が生育しているため、自然に乏しいというわけではない。なお、この眺望がよい二等三角点が設置された山頂は、現在、東海自然歩道が横切っている。
名称については、正式名称である尼ヶ岳や通称である伊賀富士以外にも、首ヶ岳、大山ヶ岳という呼び名がついている。また、江戸時代までは首岳、天岳という呼び名があったことが分かっており、さらに、『三国地誌』には「本国（伊賀）一ノ名嶽ナリ、因テ名ク」という記載があるということから、尼ヶ岳という名前は、明治時代後半に当てられたのではないかという説が有力であり、また、尼僧が笠をかぶった姿に似ているからとも言われている。